# Sickeningly Pretty & Unpleasantly Vain
Sickeningly Pretty & Unpleasantly Vain är debutalbumet av den finländska rockgruppen Killer från 2001. Albumet producerades av The Rasmus-medlemmarna Lauri Ylönen och Pauli Rantasalmi, och nådde topplaceringen 9 på Finlands albumlista. På albumet återfinns singlarna All I Want, Hurricane och Fire.
I låten Sorry for You hittar man meningen "My victory is your defeat", som The Rasmus lånade till deras låt In My Life från 2003.

## Låtlista
Låtarna skrivna av Killer.
1. Last Butterfly – 4:29
2. Hurricane – 3:23
3. All I Want – 3:01
4. Fire – 3:43
5. Freedom – 3:21
6. Never-Never Land – 3:44
7. Love Song for My Babe – 5:00
8. Adrenaline – 3:19
9. Sorry for You – 5:00
10. GRLS – 3:18
11. Stop Me – 5:40

## Listplaceringar
| Lista (2001)           | Högsta Placering |
| ---------------------- | ---------------- |
| Finländska albumlistan | 9                |

## Medverkande
Killer
- Siiri Nordin – sång
- Tuomas Norvio – gitarr
- Timo Huhtala – bas
- Teijo Jämsä – trummor

Produktion
- Producerad av Lauri Ylönen och Pauli Rantasalmi